# Manuela Pal
Manuela Pal (n. 9 de outubro de 1984) é uma atriz argentina de televisão.

## Filmografia
| Filmografia | Filmografia              | Filmografia                      | Filmografia |
| Ano         | Título                   | Personagem                       |             |
| ----------- | ------------------------ | -------------------------------- | ----------- |
| 1991        | Alta comedia             |                                  |             |
| 1991        | Vivan los novios         |                                  |             |
| 1995        | La hermana mayor         |                                  |             |
| 1996        | Chiquititas              | Florencia                        |             |
| 2002        | Son amores               |                                  |             |
| 2003        | Malandras                |                                  |             |
| 2003        | Costumbres argentinas    |                                  |             |
| 2004        | Culpable de este amor    | Luciana                          |             |
| 2004        | Palermo Hollywood        | Julieta                          |             |
| 2006        | Abrígate                 | Valería                          |             |
| 2006        | Vientos de agua          | Alicia                           |             |
| 2006        | Mujeres asesinas         | Soledad                          |             |
| 2006        | Sos mi vida              | Fabiana                          |             |
| 2007        | Son de Fierro            | Luli                             |             |
| 2008        | Casi Angeles             | Franka Mayerhold                 |             |
| 2008        | Don Juan y su bella dama | Carolina (Participação especial) |             |
| 2009        | Herencia de amor         | Susi                             |             |
| 2013-2014   | Mis amigos de siempre    | Leo                              |             |